# St. Michael (Minnesota)
St. Michael ist eine Stadt (mit dem Status „City“) im Wright County im US-amerikanischen Bundesstaat Minnesota. Das U.S. Census Bureau hat bei der Volkszählung 2020 eine Einwohnerzahl von 18.235 ermittelt.
St. Michael ist Bestandteil der Metropolregion Minneapolis–Saint Paul.

## Geografie
St. Michael liegt im nordwestlichen Vorortbereich von Minneapolis am nördlichen Ufer des Crow River, kurz vor dessen Mündung in den Mississippi. Die Stadt liegt auf 45°12′36″ nördlicher Breite und 93°39′54″ westlicher Länge und erstreckt sich über 94,33 km², die sich auf 84,77 km² Land- und 9,56 km² Wasserfläche verteilen.
Benachbarte Orte von St. Michael sind Albertville und Otsego (an der nördlichen Stadtgrenze), Rogers (12,2 km östlich), Hanover (an der südlichen Stadtgrenze), Rockford (15,9 km südsüdwestlich), Buffalo (18,4 km westlich) sowie Monticello (17,8 km nordwestlich).
Das Stadtzentrum von Minneapolis liegt 49,4 km in südöstlicher Richtung; das Zentrum von Saint Paul, der Hauptstadt von Minnesota, befindet sich 67,9 km in der gleichen Richtung.

## Verkehr
Die Hauptader des Straßenverkehrs durch St. Michael wird durch die Interstate 94 und den hier deckungsgleich verlaufenden U.S. Highway 52 gebildet, die nordwestliche Ausfallstraße der  Twin Cities. Die Minnesota State Route 242 ist der Zubringer von der Interstate zum Stadtzentrum. Alle weiteren Straßen sind untergeordnete Fahrwege sowie innerstädtische Verbindungsstraßen.
Parallel zur I 94 verläuft eine Eisenbahnstrecke der BNSF Railway, der zweitgrößten Eisenbahngesellschaft des Landes.
Der nächstgelege Flugplatz ist der Buffalo Municipal Airport (17,9 km westlich). Der nächste Großflughafen ist der Minneapolis-Saint Paul International Airport (72,8 km südöstlich).

## Demografische Daten
Nach der Volkszählung im Jahr 2010 lebten in St. Michael 16.399 Menschen in 5239 Haushalten. Die Bevölkerungsdichte betrug 193,5 Einwohner pro Quadratkilometer. In den 5239 Haushalten lebten statistisch je 3,13 Personen.
Ethnisch betrachtet setzte sich die Bevölkerung zusammen aus 93,3 Prozent Weißen, 1,9 Prozent Afroamerikanern, 0,2 Prozent amerikanischen Ureinwohnern, 2,4 Prozent Asiaten sowie 0,6 Prozent aus anderen ethnischen Gruppen; 1,6 Prozent stammten von zwei oder mehr Ethnien ab. Unabhängig von der ethnischen Zugehörigkeit waren 1,9 Prozent der Bevölkerung spanischer oder lateinamerikanischer Abstammung.
34,8 Prozent der Bevölkerung waren unter 18 Jahre alt, 58,9 Prozent waren zwischen 18 und 64 und 6,3 Prozent waren 65 Jahre oder älter. 49,3 Prozent der Bevölkerung war weiblich.

Das mittlere jährliche Einkommen eines Haushalts lag bei 86.163 USD. Das Pro-Kopf-Einkommen betrug 31.453 USD. 2,8 Prozent der Einwohner lebten unterhalb der Armutsgrenze.